# Croix de la Périère
La croix de la Périère est une croix monumentale située sur le territoire de la commune de Wassy, en France.

## Localisation
La croix est située rue Mauljean, sur le territoire de la commune de Wassy, dans le département de la Haute-Marne, en région Grand Est, en France.

## Historique
La croix daterait du XVIe siècle. En 1749, la municipalité décide de déplacer la croix de son emplacement d'origine près du château à son emplacement actuel.
La croix est classée au titre des monuments historiques par arrêté du 26 septembre 1903. Accepté par le ministère des Beaux-Arts fin 1911, la croix est entourée, en 1912, d'une grille en fer forgé dû à l'architecte Tillet,.

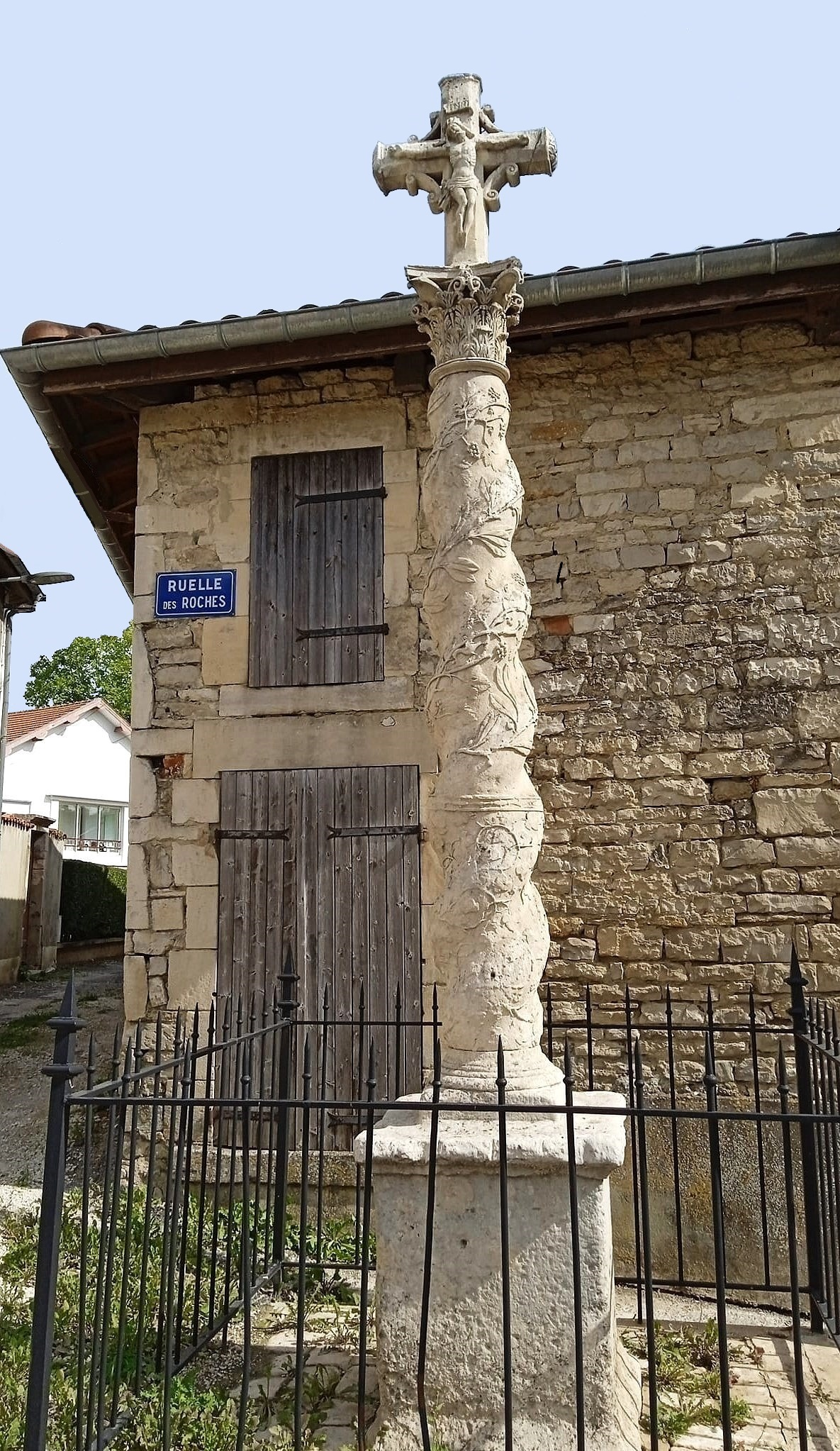
La croix de la Périère

## Description
D'une hauteur de 4,40 mètres, et d'une base carré de 79 cm de côté, la croix repose sur un chapiteau de style corinthien surmontant un fut torsadé, lui même reposant sur un socle carré. La croix représente la crucifixion sur un des côtés, et d'une Vierge à l'enfant de l'autre côté,. Le fût torsadé est décoré de motifs agricoles (vigne/laurier/oiseau/escargot) et le socle est mouluré.
La grille entourant la croix a une hauteur de 1 mètre 20 et forme un entourage au carré de 2 mètres 50 environ de côté et est établie sur une bordure en pierre de taille dure de Cérilly.